# NGC 6455
NGC 6455 (również ESO 394-?3) – chmura gwiazd Drogi Mlecznej znajdująca się w gwiazdozbiorze Skorpiona. Odkrył ją John Herschel 7 czerwca 1837 roku. Ponieważ ten rejon nieba obfituje w gwiazdy, a opis i pozycja obiektu podane przez Herschela nie są dokładne, istnieją rozbieżne opinie co do tego, które zagęszczenie gwiazd uznać za obiekt NGC 6455.